# Gedemsa
Le Gedemsa, Gadamsa ou Gedamsa est un volcan peralcalin d'Éthiopie, l'une des caldeiras les mieux conservées du segment central du rift éthiopien.

## Géologie
Le Gedemsa fait l'objet d'une campagne de terrain détaillée de février à juin 2022. Les parois de la caldeira montrent différentes séquences d'écoulements de lave et de dépôts pyroclastiques, attribuées à des éruptions antérieures à la formation de la caldeira. Au moins trois éruptions majeures ont formé la caldeira, identifiées par une ignimbrite au niveau inférieur, de vastes chutes de ponces et dépôts de courant de densité au niveau intermédiaire et une ignimbrite au niveau supérieur. Vingt dépôts pyroclastiques indépendants sont retrouvés à l'extérieur et à l'intérieur de la caldeira, dépôts postérieurs à l'effondrement paroxysmique de la caldeira. L'activité volcanique la plus récente est caractérisée par des dômes de lave rhyolitiques et des dépôts pyroclastiques provenant d'éruptions via de nombreuses bouches éruptives alignées selon plusieurs axes parallèles orientés dans une direction ouest-nord-ouest-est-sud-est, eux-mêmes recoupant des structures préexistantes.